# ذا ديلي ستورمر
ذا ديلي ستورمر (بالانجليزية: The Daily Stormer؛ وترجمتها: «الصاعق اليومي») هو موقع إخباري أمريكي يديره ناشطون وصحافيون من النازيين الجدد والمؤمنين بفكرة سيادة البيض، ويعتبر محررو الموقع أنهم جزء من حركة اليمين البديل. تأسس الموقع على يد محرره أندرو آنغلن في يوليو 4 2013 كموقع بديل لموقعه السابق «توتال فاشيزم» (الفاشية السائدة).
يشتهر الموقع باستخدامه لميمات الانترنت، ويعده بعض الناس بأنه مثيل لموقع فورتشان ويملك الموقع جمهور شاب ومتعدد الايديولوجيات. قد مدح بعض الكتاب من ناشطي سيادة البيض ذا ديلي ستورمر إلا أن غيرهم اعتبروا الموقع شائكا واتهموا آنغلن بأنه عميل محرض مخرب لأهداف اليمين المتطرف.
يدير الموقع ما يُطلق عليه تسمية «جيش من المتصيدين» رغم أن بعضهم لهم أيديولوجيات يختلف معها آنغلن. في أغسطس 2017، بعد إثارة استياء عام باهانة ضحية الدهس في احتجاجات شارلوتسفيل طرد ومنع الموقع من عدة مسجلي النطاقات.

## إدارة الموقع

### أندرو آنغلن
ولد أندرو آنغلن في 27 يوليو 1984، ونشأ بالقرب من مدينة كولومبوس في ولاية أوهايو الأمريكية. وكان ليبراليا وفقا لما قاله آنغلن وزملاء مدرسة طفولته. حضر مدرسة بديلة المنهج ومدرسة إنجيلية من عام 1999 إلى عام 2003، حيث يتذكره زملاؤه أنه كان خضري التغذية ومعقص الشعر. وقال بعض أصدقاء طفولته أن سلوكه تغيرت في سنوات مدرسته إذ عرض نفسه للإيذاء وبدأ بترويج نظريات المؤامرة. وبعد تخرجه في 2003 من المدرسة الثانوية، التحق آنغلن بكلية محلية في كولومبوس، ثم درس الإنجليزية في جامعة ولاية أوهايو لمدة فصل دراسي واحد في عام 2004.
أنشأ آنغلن في 2006 موقعا عن نظريات المؤامرة سماها «آوتلو جورناليزم» (أي أحظروا الصحافة) وأسسها على أعمال أليكس جونز وهنتر تومسون اللذان كانا قدوتان لآنغلن.
في  2008 سافر آنغلن إلى الفلبين واستقر فيها عدة سنوات، وفي 2011 عاش في قرية في جنوب جزيرة مينداناو حيث حاول الإقامة فيها وحاول يجمع بعض المال كي يتزوج مرأتين مسلمتين من القرية. وكتب في 2012 أنه وجد شعب المنطقة «متحضرين ومسالمين ومجتهدين» ولكن غير رأيه فيهم حتى اعتبرهم «بسطاء سذج» وشعر بالوحدة هناك وأراد الارتباط بعرقه، وكتب «بتداركٍ من الله وجدت أدولف هتلر».
أنشأ آنغلن عام 2012 موقعا إلكترونيا آخرا، يدعى «آنفنتشر كويست 2012» (مشروع المغامرة 2012)، والتي نوقشت عليه نظريات مؤامرة عديدة مثل وجود بشر زواحف. وكانت أهداف موقعه أن يصلح المجتمع الحديث وتجاوز المادية. ثم في عام 2014، وذكر أنه رغم اتفاقه بمبادئ النازية المركزية كان له بعض التحفظات لمحاولات تطبيق نظام هتلر. وقال آنغلن أنه موقع 4شان عرفه على أفكار النازية. ثم أطلق موقع «توتال فاشيزم» (الفاشية السائدة). ولأن الموقع لم يجذب شبابا أطلق آنغلن ذي ديلي ستورمر في 4 يوليو 2013، وفيها مقالات أقصر من مقالاته في توتال فاشيزم، وبأسلوب أكثر استفزازية. قال آنغلن في مارس 2014 أنه يقضي 70 ساعة أسبوعيا في كتابة المقالات للموقع.
موقع إقامة آنغلن مجهول، فمقالة استقصائية في الهافينغتون بوست في نوفمبر 2016 أقرت بعد تحليل استخدامه للإعلام الاجتماعي ومصادر من مكتب التحقيقات الفيدرالي أنه يعيش في ألمانيا. وكانت هناك إشاعات تقول أنه يعيش في روسيا. في يوليو 2017، قال آنغلن للسي إن إن أنه يعيش في مدينة لاغوس في نيجيريا. ويقول مركز قانون الحاجة الجنوبي إن مقر الموقع في ولاية أوهايو في مدينة ورثينغتون وبنشاط في ولايات أخرى. والموقع مسجل باسم والد آنغلن، غريغ الذي يعمل في تلك المدينة.

### تمويل الموقع
يعود مصدر أغلب تمويل الموقع من خلال تبرعات يطلبها آنغلن من زوار الموقع. وكان والده يتلقى تبرعات من زوار الموقع ليعطيها لابنه مما أثار احتجاجات من جمعية «آنتي ريسيست آكشن» (النشاط ضد العنصرية). وأعلن الموقع في شهر فبراير من عام 2017، عن رعاية تجارية من شركة سميرف الكهربائية التي يملكها سيمون هيكي، والتي تحتوي موقعها على صور الميم بيبي الضفدع.  وقال آنغلن لمجلة مذر جونز أنه تلقى التبرعات من أشخاص في وادي السيليكون، وسانتا كلارا في كاليفورنيا، حيث مقرات آبل و إنتل، ومصدر أكبر عدد زوار موقعه.
واستقبل الموقع أكثر من 200,000 دولار عن طريق بيتكوين في 2014.  وحساب تابع للموقع يحتوي على رصيد من $80,000. ويوجد حساب تويتر يتابع كل تغيير يحدث لرصيد الحساب. وأعلن حساب تويتر تابع للموقع أن موقع كوينبيس بدأ بحذف حسابات أشخاص يحاولون التبرع لحساب الموقع على بيتكوين، وأعلنت الشركة أنه من شروط استخدام خدماتهم يمنع استخدام الحسابات للتهديد الآخرين للعنف. مثلا في 20 أغسطس 2017 وصل لآنغلن تبرع من 14.88 بيتكوين (وهذا الرقم إشارة للكلمات الأربعة عشر والمبادئ الثمان وثمانين).

## محتوى الموقع

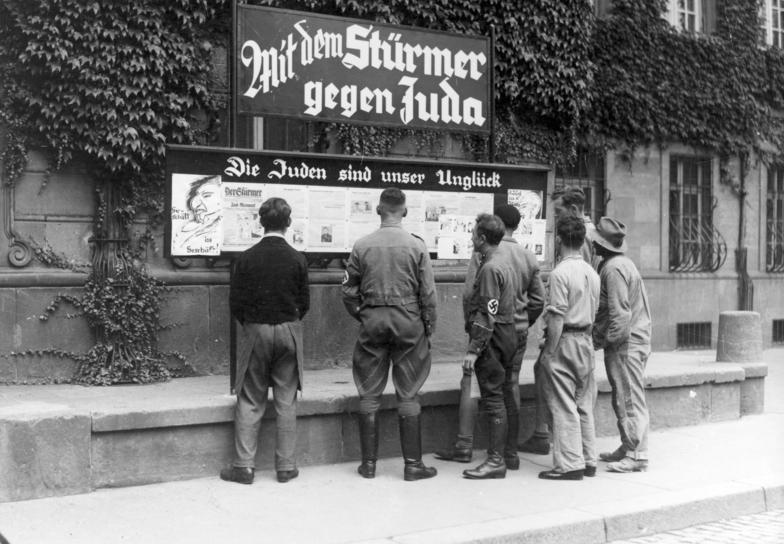
سُمي الموقع على نسبةً إلى التابلويد النازي دير شتورمر المشهورة برسوماتها المعادية لليهود.

يستمد الموقع اسمه من التابلويد التابع للحزب النازي الألماني «دير شتورمر»، المشهورة برسوماتها المعادية للسامية. وأعدم ناشرها يوليوس شترايخر بعد الحرب العالمية الثانية لدوره في ارتكاب جرائم ضد الإنسانية.
يصر آنغلن أن الموقع يحاول أن يوفر للناس دعاية ليبدأوا أن يفهموا العالم بأيديولوجيته. فيستخدم الموقع عناوين دعائية تشجع القراء أن يكرهوا اليهود ويحبوا هتلر. ويصف الموقع ذاته بأنه أكثر مصادر أخبار الحزب الجمهوري الحاصلة على ثقة قرائه. ونشرت مقالة ذي جويش كرونيكل (جريدة الكرونيكل اليهودية) أن ذي ديلي ستورمر نشر مئات من مقالات عنصرية تستهدف السود والعرب واليهود. ونشر الموقع أخبار مؤيدة للانفصاليين النوفوروسيين في الحرب في أوكرانيا الشرقية. ويقول مركز قانون الحاجة الجنوبي أن الموقع أصبح أشهر من جميع المواقع المتطرفة على الشبكة إذ أصبح أشهر حتى من موقع ستورمفرونت. أعلن آنغلن أن الموقع شهد في مايو 2016 زوار بعدد مئة وعشرين ألف زائر يوميا. ويعد الموقع من أشهر مواقع حركة اليمين البديل التي اشتهرت في منتصف عام 2016 بعد انتخاب دونالد ترامب وتصويت بريطانيا لصالح الخروج من الاتحاد الأوروبي وحينها أعلن آنغلن أن الحركة فازت حرب ميمات الإنترنت وسيطرت الحركة على حزب الجمهوريين بسرعة فائقة. وبخلاف غيرها من شخصيات اليمين البديل، فلا يحاول آنغلن أن يخفي الأفكار المتطرفة من الواجهة فيقول صراحةً أن هدف الحركة هو تطهير أوطان البيض عرقيا وتأسيس حكومة استبدادية.

## وصلات خارجية
- ديلي ستورمر (بالإنجليزية)